# 水野忠次
水野 忠次（みずの ただつぐ）は、江戸時代前期の三河国刈谷藩の世嗣。官位は従五位下・和泉守。

## 略歴
刈谷藩主でのち信濃国松本藩初代藩主となる水野忠清の長男。母は前田利家の養女・福寿院（小林氏娘）。
水野忠清の嫡男として生まれ、元和4年（1618年）に徳川秀忠に拝謁し叙任する。しかし家督を相続することなく、寛永5年（1628年）に25歳で早世した。法名は上譽緑月増秋院。
代わって、弟・忠職が嫡子となった。